# The Love Collection
The Love Collection (en español La colección de amor) es el segundo álbum recopilatorio de la cantante sueco-griega Helena Paparizou. Después de que la cantante dejara la discográfica Sony BMG, ésta decidió lanzar digitalmente un recopilatorio con diez canciones de amor. Fue lanzado el 1 de febrero de 2013.

## Lista de canciones
| N.º | Título                       | Compositores y letristas                       | Duración |  |
| 1.  | «Meres eones»                | Andreas Bonatsos                               | 4:02     |  |
| 2.  | «Αn eikhes erthei pió norís» | Antonis Pappas, Nikos Orfanos                  | 4:05     |  |
| 3.  | «An ísouna agapi»            | Niki Papatheohari, Giorgos Sabanis             | 4:17     |  |
| 4.  | «I kardiá sou petra»         | Yiannis Doxas, Giorgos Sabanis                 | 4:30     |  |
| 5.  | «Gyrna me sto khtes»         | Eleana Vrahali, Yiannis Doxas, Giorgos Sabanis | 4:23     |  |
| 6.  | «Eisai i foní»               | Antonis Pappas, Toni Mavridis, Niclas Olausson | 3:21     |  |
| 7.  | «Just walk away (Live)»      | Albert Hammond, Marti Sharon                   | 3:24     |  |
| 8.  | «Iparkhei logos»             | Zoe Grypari, Efthivoulos                       | 4:21     |  |
| 9.  | «Pou pige tosi agapi»        | Pegasus                                        | 3:58     |  |
| 10. | «To filí tis zoís»           | Yiannis Doxas, Giorgos Sabanis                 | 3:38     |  |